# Xysticus quadrispinus concolor
Xysticus quadrispinus là một phân loài nhện trong họ Thomisidae.
Loài này thuộc chi Xysticus. Xysticus quadrispinus concolor được Lodovico di Caporiacco miêu tả năm 1933.